# 김태은 (축구 선수)
김태은(한국 한자: 金兌恩, 1989년 9월 21일 ~ )은 대한민국의 축구 선수로, 포지션은 수비수이다. 주로 서는 포지션은 우측 풀백이지만, 좌측에서도 활동이 가능하며, 때로는 수비형 미드필더로도 플레이 한다. 현재 포천시민축구단에서 활약하고 있다.

## 축구인 생활

### 선수 생활
2011년 신인 드래프트를 통해 번외지명으로 인천 유나이티드에 입단하였다. 데뷔 초반에는 부상으로 인해 경기에 나오지 못했고, 경남 FC와의 리그컵 경기에서 교체로 데뷔전을 치렀다. 그러나 끝내 정규 리그에서는 모습을 드러내지 못하고, 팀을 떠나 내셔널리그로 이적하게 되었다.
인천 코레일 첫 시즌 내셔널리그에서 우승을 차지하였고, 그 뒤로 경주 한수원으로 이적하였다.
2015년 여름 K리그 챌린지의 신생팀 서울 이랜드 FC로 이적하였다. 8월 3일 FC 안양과의 홈 경기에서 이적하자마자 선발 라인업에 등장하며, 곧바로 데뷔 무대를 가졌다.
2017년 대전 시티즌으로 이적하였다. 대전에서는 이전과 달리 수비형 미드필더로 활용되었다.
K리그2 2018 시즌을 앞두고, 서울 이랜드 FC로 돌아오게 되었다. 4월 29일 안산 그리너스 FC와의 홈 경기에서 김태현에게 태클을 시도하였으나, 발이 높아 스터드가 허벅지에 걸리며 다이렉트 퇴장을 당한 바 있다.

### 기록
2018년 7월 21일 기준
| 시즌 | 클럽            | 디비전 | 리그 | 리그 | 리그 | FA컵 | FA컵 | FA컵 | 리그컵 | 리그컵 | 리그컵 | 대륙 대회 | 대륙 대회 | 대륙 대회 | 통산 | 통산 | 통산 |
| 시즌 | 클럽            | 디비전 | 출장 | 득점 | 도움 | 출장 | 득점 | 도움 | 출장   | 득점   | 도움   | 출장      | 득점      | 도움      | 출장 | 득점 | 도움 |
| ---- | --------------- | ------ | ---- | ---- | ---- | ---- | ---- | ---- | ------ | ------ | ------ | --------- | --------- | --------- | ---- | ---- | ---- |
| 2011 | 인천 유나이티드 | 1부    | 0    | 0    | 0    | 0    | 0    | 0    | 0      | 0      | 0      | ㅡ        | ㅡ        | ㅡ        | 0    | 0    | 0    |
| 2012 | 인천 코레일     | 실업   | 10   | 0    | 1    | 0    | 0    | 0    | ?      | ?      | ?      | ㅡ        | ㅡ        | ㅡ        | 10   | 0    | 1    |
| 2013 | 인천 코레일     | 실업   | 11   | 0    | 0    | 1    | 0    | 0    | ?      | ?      | ?      | ㅡ        | ㅡ        | ㅡ        | 11   | 0    | 0    |
| 2014 | 경주 한수원     | 실업   | 23   | 1    | 2    | 2    | 0    | 0    | ?      | ?      | ?      | ㅡ        | ㅡ        | ㅡ        | 25   | 1    | 2    |
| 2015 | 경주 한수원     | 실업   | 11   | 0    | 0    | 2    | 0    | 0    | ?      | ?      | ?      | ㅡ        | ㅡ        | ㅡ        | 13   | 0    | 0    |
| 2015 | 서울 이랜드     | 2부    | 15   | 0    | 0    | 0    | 0    | 0    | ㅡ     | ㅡ     | ㅡ     | ㅡ        | ㅡ        | ㅡ        | 15   | 0    | 0    |
| 2016 | 서울 이랜드     | 2부    | 22   | 0    | 0    | 2    | 0    | 0    | ㅡ     | ㅡ     | ㅡ     | ㅡ        | ㅡ        | ㅡ        | 24   | 0    | 0    |
| 2017 | 대전 시티즌     | 2부    | 25   | 0    | 0    | 3    | 0    | 0    | ㅡ     | ㅡ     | ㅡ     | ㅡ        | ㅡ        | ㅡ        | 28   | 0    | 0    |
| 2018 | 서울 이랜드     | 2부    | 15   | 0    | 0    | 0    | 0    | 0    | ㅡ     | ㅡ     | ㅡ     | ㅡ        | ㅡ        | ㅡ        | 15   | 0    | 0    |
| 통산 | 통산            | 통산   | 136  | 1    | 3    | 7    | 0    | 0    | ?      | ?      | ?      | 0         | 0         | 0         | 143  | 1    | 3    |

## 수상

### 클럽

#### 인천 코레일
- 내셔널리그
  - 우승 1회 : 2012